# Củng Lợi
Củng Lợi (sinh ngày 31 tháng 12 năm 1965) là một nữ diễn viên nổi tiếng người Hoa. Xuất thân Trung Quốc nhưng hiện nay cô mang quốc tịch Singapore. Cô từng hợp tác và là người tình của đạo diễn Trương Nghệ Mưu trong một loạt phim nổi tiếng quốc tế từ những năm 1990 đến 2000. Củng Lợi là người Châu Á thứ hai trong lịch sử giành được giải Volpi Cup cho Nữ diễn viên xuất sắc nhất tại Liên hoan phim Venezia với màn thể hiện xuất sắc của cô trong tác phẩm Thu Cúc đi kiện. Nhiều màn trình diễn của Củng Lợi được trong và ngoài Trung Quốc đánh giá rất cao như trong "Cao lương đỏ", "Lồng đèn đỏ treo cao", "Hoàng Kim Giáp" và đặc biệt là "Hồi ức của một Geisha". Cô được công nhận là một trong những nữ diễn viên Trung Quốc nổi tiếng nhất và xuất sắc nhất trong lịch sử.

## Cuộc đời và sự nghiệp

### Thơ ấu và khởi nghiệp
Củng Lợi là là con gái út trong gia đình 5 anh chị em. Cô sinh ngày 01 tháng 1 năm 1966 tại thành phố Thẩm Dương thuộc tỉnh Liêu Ninh của Trung Quốc và lớn lên ở Tế Nam, thủ phủ của Sơn Đông. Củng Lợi cho biết gia đình cô là một gia đình có truyền thống học hành: cha cô là một giáo sư kinh tế tại Đại học Sơn Đông, mẹ và 3 anh trai là giáo viên, còn chị gái là bác sĩ. Cô tiết lộ: "Gia đình không muốn tôi làm diễn viên. Họ không nhận ra rằng diễn xuất cũng là một công việc vất vả."
Từ nhỏ, Củng Lợi đã có mong muốn trở thành một diễn viên và ở trường cô thích nhất là các môn học về âm nhạc và khiêu vũ, do đó cô có tài năng hát hay và múa giỏi. Lớn lên, cô trượt vòng thi tuyển vào cao đẳng 2 lần. Năm 1985, cô được nhận vào Học viện Hý kịch Trung ương – một trường đào tạo diễn viên có tiếng tại Bắc Kinh sau 3 lần thi trượt. 2 năm sau, cô có vai diễn đầu tiên của mình trong phim Cao lương đỏ, cũng là bộ phim đầu tay của đạo diễn Trương Nghệ Mưu.
Cao lương đỏ nhận được những phản ứng tích cực từ những nhà phê bình trong và ngoài Trung Hoa. Dù bản thân Củng Lợi không nhận được giải thưởng nào nhưng bộ phim đã góp phần giúp cho cô trở thành một diễn viên mới sáng giá. Từ đây, Củng Lợi và Trương Nghệ Mưu bắt đầu mối quan hệ tình cảm với nhau. Trong năm 1989, Củng Lợi xuất hiện trong 4 bộ phim: The Empress Dowager, Mr. Sunshine, Tần dũng (phim Hồng Kông), và Đại hào mĩ châu báo (phim Trung Hoa đại lục).

### Những thành công vang dội
Trong những năm đầu thập niên 1990, Củng Lợi và đạo diễn Trương Nghệ Mưu thường xuyên hợp tác với nhau, và những bộ phim của họ đều nhận được phản ứng tích cực từ những nhà phê bình điện ảnh thế giới. Năm 1990, Củng Lợi thủ vai Cúc Đậu trong bộ phim cùng tên, đóng vai một người phụ nữ bị chồng bạo hành vì không thể sinh con trong khi ông chồng là người bị vô sinh. Cúc Đậu là bộ phim đầu tiên của Trung Quốc được đề cử Giải Oscar cho phim ngoại ngữ hay nhất, và mặc dù bản thân Củng Lợi không nhận được giải thưởng nào, bộ phim đã đưa Củng Lợi thành một trong những tâm điểm chú ý của làng điện ảnh quốc tế.
Năm 1991, bộ phim Đèn lồng đỏ treo cao đã củng cố và mở rộng tên tuổi Củng Lợi thành một ngôi sao điện ảnh ở các nước phương Tây. Trong phim, cô thủ vai Tùng Liên, một cô sinh viên 19 tuổi bị gả cho một gia đình giàu có và phải đối mặt với những toan tính của những người vợ khác. Bộ phim đã giúp cho Củng Lợi giành Giải Bách hoa Nữ diễn viên chính xuất sắc đầu tiên trong sự nghiệp. Vai diễn được giới phê bình quốc tế đánh giá cao nhất của Củng Lợi là vai Thu Cúc trong bộ phim Thu Cúc đi kiện (1992), kể về một người phụ nữ đi tìm công lý cho người chồng bị trưởng thôn đánh. Nhờ vai diễn đó mà cô nhận được Cúp Volpi cho Nữ diễn viên xuất sắc nhất tại Liên hoan phim Venezia và Giải Kim Kê cho Nữ diễn viên xuất sắc nhất. Năm 1994, Củng Lợi, Cát Ưu và Trương Nghệ Mưu hợp tác trong bộ phim Phải sống, kể về những biến động lịch sử của Trung Quốc thời trước và sau Nội chiến Trung Quốc. Một năm sau, cặp đôi Củng Lợi-Trương Nghệ Mưu kết thúc mối quan hệ với nhau sau khi hợp tác trong phim Hội Tam Hoàng Thượng Hải.
Ngoài những bộ phim hợp tác với đạo diễn Trương Nghệ Mưu, Củng Lợi cũng tỏ ra là một nữ diễn viên xuất sắc khi hợp tác cùng các đạo diễn khác. Bộ phim Bá Vương biệt cơ (1993) đạo diễn bởi Trần Khải Ca đã giúp cô giành được Giải thưởng của Hội phê bình phim New York cho nữ diễn viên phụ xuất sắc nhất. Năm 2006, tạp chí Premiere công bố danh sách 100 màn diễn xuất xuất sắc nhất mọi thời đại; vai diễn của Củng Lợi trong Bá Vương biệt cơ được xếp hạng thứ 89 trong danh sách này. Cô cũng hợp tác với đạo diễn Trần Khải Ca trong phim Phong Nguyệt (1996) và được đề cử Giải thưởng Điện ảnh Hồng Kông cho Nữ diễn viên xuất sắc nhất. Bộ phim Breaking the Silence (giản thể: 漂亮妈妈; nôm na nghĩa là Người mẹ đẹp) của đạo diễn Tôn Chu năm 2000 đã mang lại cho Củng Lợi năm giải thưởng ở hạng mục Nữ diễn viên xuất sắc nhất: Giải Kim Kê, Liên hoan phim quốc tế Montreal, Hiệp hội phê bình phim Thượng Hải, Giải Kim Phượng hoàng và Giải Bách hoa. Trong những năm thập niên 1990–2000, Củng Lợi là nữ diễn viên Trung Quốc nổi tiếng nhất tại Hoa Kỳ và các nước phương Tây.
Năm 2006, Củng Lợi và Trương Nghệ Mưu tái hợp trong bộ phim cổ trang Hoàng Kim Giáp, lấy bối cảnh nhà Hậu Đường tại Trung Quốc. Bộ phim giúp cô giành Giải thưởng Điện ảnh Hồng Kông cho Nữ diễn viên xuất sắc nhất vào năm 2007. Năm 2014, cô tiếp tục hợp tác với đạo diễn họ Trương trong phim Trở về, một bộ phim với nội dung xoay quanh một gia đình Trung Quốc bị ảnh hưởng bởi cuộc Cách mạng văn hóa thời Mao Trạch Đông vào thập niên 1960.

### Dấn thân vào Hollywood
Không chỉ dừng lại ở những bộ phim của nước nhà, Củng Lợi đã có một số vai diễn trong các bộ phim tiếng Anh và phim Hollywood. Bộ phim tiếng Anh đầu tiên cô tham gia là Hộp đêm Trung Hoa (Chinese Box, 1997). Bộ phim Hollywood đầu tiên và cũng là thành công nhất có sự tham gia của Củng Lợi là phim Hồi ức của một geisha (2005). Trong phim, Củng Lợi thủ vai Hatsumomo, một geisha dù nổi tiếng nhưng lại đố kị với geisha chính của phim là Sayuri (do Chương Tử Di thủ vai) và sau đó bị đuổi khỏi okiya (ngôi nhà chung của các geisha). Mặc dù bộ phim nhận được những ý kiến trái chiều, phần diễn xuất của Củng Lợi được các nhà phê bình đánh giá tích cực: tờ báo The Evening Standard của Anh nhận xét rằng Củng Lợi đã "cứu lấy bộ phim" với vai diễn đầy bí ẩn Hatsumomo. Qua vai diễn trên, Củng Lợi đã giành giải Nữ diễn viên phụ xuất sắc nhất của Ủy ban Quốc gia về Phê bình Điện ảnh của Hoa Kỳ.
Ngoài Hồi ức của một geisha, Củng Lợi còn tham gia diễn xuất trong các bộ phim Mỹ khác: Chuyên án Miami (Miami Vice, 2006), Sát nhân thịt người (Hannibal Rising, 2007) và Thượng Hải (2010). Gần đây cô cũng có vai diễn trong bản chuyển thể người đóng của Hoa Mộc Lan.

## Đời tư
Mối quan hệ tình cảm giữa Củng Lợi và đạo diễn Trương Nghệ Mưu được dư luận Trung Quốc đặc biệt chú ý. Năm 1987, khi hai người hoàn thành những cảnh quay cho phim Cao lương đỏ, bức thư tình của Củng Lợi viết cho Trương Nghệ Mưu. Tháng 3 năm 1988, Trương Nghệ Mưu rời xa vợ để đến với Củng Lợi, và từ đó đến năm 1995, cặp đôi Trương Nghệ Mưu-Củng Lợi trở thành "cặp bài trùng" và hợp tác trong nhiều tác phẩm điện ảnh có giá trị. Đến năm 1995, hai người kết thúc mối quan hệ với nhau. Họ tái hợp vào năm 2006 với bộ phim Hoàng Kim Giáp và năm 2014 với phim Trở về.
Năm 1996, Củng Lợi kết hôn với doanh nhân thuốc lá Singapore tên Hoàng Hòa Tường tại Hồng Kông. Năm 2008, Củng Lợi nhập quốc tịch Singapore và từ bỏ quốc tịch Cộng hòa Nhân dân Trung Hoa vì cả hai quốc gia không chấp nhận quốc tịch kép. Sau khi nhập quốc tịch Singapore, Củng Lợi bị nhiều người Trung Quốc phản đối. Đáp lại, Củng Lợi nói, "Tôi là người Trung Quốc – tôi không quan tâm đến những gì người khác nói." Năm 2010, Củng Lợi và chồng ly dị và hai người không có con.
Vào tháng 5 năm 2019, Củng Lợi kết hôn với nhạc sĩ Jean-Michel Jarre ở Pháp.

## Hình ảnh công chúng
Củng Lợi đã được bình chọn là người phụ nữ đẹp nhất ở Trung Quốc trong năm 2006.
Ngoài những công việc liên quan đến điện ảnh, Củng Lợi được chọn làm Đại sứ Thiện nguyện cho Tổ chức Lương thực và Nông nghiệp Liên Hợp Quốc (FAO) vào năm 2000. Ngoài ra, cô cũng là Đại sứ Bảo vệ Môi trường Toàn cầu của Liên Hợp Quốc.

## Các phim đã tham gia
| Năm  | Tựa đề                                                                        | Vai diễn                   |
| ---- | ----------------------------------------------------------------------------- | -------------------------- |
| 1987 | Cao lương đỏ 红高粱                                                           | Cửu Nhi                    |
| 1989 | The Empress Dowager 西太后                                                    | Quế Liên                   |
| 1989 | Mr. Sunshine 開心巨無霸                                                       |                            |
| 1989 | Đại hào mĩ châu báo 代号美洲豹                                                | A Lệ                       |
| 1989 | Tần dũng 秦俑                                                                 | Hàn Đông Nhi / Chu Lợi Lợi |
| 1990 | Cúc Đậu 菊豆                                                                  | Cúc Đậu                    |
| 1991 | Thánh bài 3 賭俠2之上海灘賭聖                                                 | Như Tiên / Như Mộng        |
| 1991 | Đèn lồng đỏ treo cao 大红灯笼高高挂                                           | Tùng Liên                  |
| 1991 | Hào môn dạ yến 豪門夜宴                                                       | Khách mời trong bữa tiệc   |
| 1992 | Thu Cúc đi kiện 秋菊打官司                                                    | Thu Cúc                    |
| 1992 | Mộng tỉnh thời phân 夢醒時分                                                  | Mã Lợi / Mary              |
| 1993 | Bá Vương biệt cơ 霸王别姬                                                     | Cúc Tiên                   |
| 1993 | Đường Bá Hổ điểm Thu Hương 唐伯虎點秋香                                       | Thu Hương                  |
| 1994 | Thiên Long Bát Bộ 新天龍八部之天山童姥                                        | Thiên Sơn Đồng Lão         |
| 1994 | Họa hồn 画魂                                                                  | Phan Ngọc Lương            |
| 1994 | Phải sống 活着                                                                | Gia Trân                   |
| 1994 | Tây Sở Bá Vương 西楚霸王                                                      | Lữ Trĩ                     |
| 1995 | Hội Tam Hoàng Thượng Hải 摇啊摇，摇到外婆桥                                   | Tiêu Kim Bảo               |
| 1996 | Phong Nguyệt 风月                                                             | Bàng Như Ý                 |
| 1997 | Hộp đêm Trung Hoa 中國匣子                                                    | Vivian                     |
| 1998 | Hoàng đế và Thích khách 荆柯刺秦王                                            | Triệu Phu nhân             |
| 2000 | Breaking the Silence 漂亮妈妈                                                 | Tôn Lệ Dĩnh                |
| 2002 | Chuyến tàu Châu Ngư 周渔的火车                                                | Châu Ngư                   |
| 2004 | 2046                                                                          | Tô Lệ Trân                 |
| 2004 | Thần tình yêu 爱神                                                            | Cô Hoa                     |
| 2005 | Hồi ức của một geisha                                                         | Hatsumomo                  |
| 2006 | Chuyên án Miami Miami Vice                                                    | Isabelle                   |
| 2006 | Hoàng Kim Giáp 满城尽带黄金甲                                                 | Vương Hoàng hậu            |
| 2007 | Sát nhân thịt người Hannibal Rising                                           | Murasaki Shikibu Lecter    |
| 2010 | Thượng Hải Shanghai                                                           | Anna Lan Tịnh              |
| 2011 | Điều nàng muốn 我知女人心                                                     | Lý Y Loan                  |
| 2014 | Trở về 归来                                                                   | Phùng Uyển Du              |
| 2016 | Tây du ký 2: Tôn Ngộ Không ba lần đánh Bạch Cốt Tinh 西遊記之孫悟空三打白骨精 | Bạch Cốt Tinh              |
| 2020 | Hoa Mộc Lan                                                                   | Tiên Lang                  |

## Giải thưởng và đề cử
| Năm  | Giải thưởng                              | Hạng mục                                 | Phim                  | Kết quả   |
| ---- | ---------------------------------------- | ---------------------------------------- | --------------------- | --------- |
| 1989 | Giải Bách hoa                            | Nữ diễn viên phụ xuất sắc nhất           | Đại hào mĩ châu báo   | Đoạt giải |
| 1992 | Giải thưởng Điện ảnh Ý                   | Nữ diễn viên nước ngoài xuất sắc nhất    | Đèn lồng đỏ treo cao  | Đề cử     |
| 1992 | Liên hoan phim Venezia                   | Cúp Volpi cho Nữ diễn viên xuất sắc nhất | Thu Cúc đi kiện       | Đoạt giải |
| 1993 | Giải Bách hoa                            | Nữ diễn viên chính xuất sắc nhất         | Đèn lồng đỏ treo cao  | Đoạt giải |
| 1993 | Giải Kim Kê                              | Nữ diễn viên chính xuất sắc nhất         | Thu Cúc đi kiện       | Đoạt giải |
| 1993 | Giải thưởng Phê bình điện ảnh Nhật Bản   | Nữ diễn viên nước ngoài xuất sắc nhất    | Thu Cúc đi kiện       | Đoạt giải |
| 1993 | Hội phê bình phim New York               | Nữ diễn viên phụ xuất sắc nhất           | Bá Vương biệt cơ      | Đoạt giải |
| 1997 | Giải thưởng Điện ảnh Hồng Kông           | Nữ diễn viên chính xuất sắc nhất         | Phong Nguyệt          | Đề cử     |
| 2000 | Giải Kim Kê                              | Nữ diễn viên chính xuất sắc nhất         | Breaking the Silence  | Đoạt giải |
| 2000 | Liên hoan phim quốc tế Montreal          | Nữ diễn viên chính xuất sắc nhất         | Breaking the Silence  | Đoạt giải |
| 2000 | Hiệp hội phê bình phim Thượng Hải        | Nữ diễn viên chính xuất sắc nhất         | Breaking the Silence  | Đoạt giải |
| 2001 | Giải Kim Phượng hoàng                    | Nữ diễn viên chính xuất sắc nhất         | Breaking the Silence  | Đoạt giải |
| 2001 | Giải Bách hoa                            | Nữ diễn viên chính xuất sắc nhất         | Breaking the Silence  | Đoạt giải |
| 2005 | Ủy ban Quốc gia về Phê bình Điện ảnh     | Nữ diễn viên phụ xuất sắc nhất           | Hồi ức của một geisha | Đoạt giải |
| 2005 | Giải Vệ tinh                             | Nữ diễn viên phụ xuất sắc nhất           | Hồi ức của một geisha | Đề cử     |
| 2006 | Hiệp hội phê bình phim Hồng Kông         | Nữ diễn viên chính xuất sắc nhất         | Hoàng Kim Giáp        | Đoạt giải |
| 2007 | Liên hoan phim châu Á                    | Nữ diễn viên chính xuất sắc nhất         | Hoàng Kim Giáp        | Đề cử     |
| 2007 | Giải thưởng Điện ảnh Hồng Kông           | Nữ diễn viên chính xuất sắc nhất         | Hoàng Kim Giáp        | Đoạt giải |
| 2007 | Giải Kim Tử kinh tưởng                   | Nữ diễn viên chính xuất sắc nhất         | Hoàng Kim Giáp        | Đoạt giải |
| 2014 | Liên hoan phim Trường Xuân               | Nữ diễn viên chính xuất sắc nhất         | Trở về                | Đoạt giải |
| 2014 | Giải Kim Mã                              | Nữ diễn viên chính xuất sắc nhất         | Trở về                | Đề cử     |
| 2015 | Giải thưởng Hội đạo diễn phim Trung Quốc | Nữ diễn viên của năm                     | Trở về                | Đoạt giải |